# Donja Pecka
Donja Pecka (szerbül: Доња Пецка) falu Bosznia-Hercegovinában, Bosanska krajina területén, a Szerb Köztársaságban, Mrkonjić Grad községben.

## Fekvése
Bosznia-Hercegovina közép-nyugati részén, Banja Lukától légvonalban 58, közúton 86 km-re, községközpontjától légvonalban 19, közúton 30 km-re délnyugatra, a Dinári-hegységben,  Szana forrásvidéke felett, 570 méteres magasságban az M 15-ös Mrkonjić Grad és Glamoč közötti főúttól nyugatra fekszik. A Ćojderova glavica környékén számos kis település található, amelyek a mai Donja és Gornja Pecka településeket alkotják. A falvak az egyik oldalon a Čelinka, a Ravne greda és a Crvene stijene, a másik oldalon a Gradina, Babina és Čenić greda nevű hegyekkel határosak. A településen átfolyik a Korana folyó, amelybe Ćojderova glavicából mintegy ötven forrás vize ömlik. A három forrás mellett a Korana a második ág, amely a Szanát alkotja.

## Népessége
| Nemzetiségi csoport | Népesség 1991 | Népesség 2013 |
| ------------------- | ------------- | ------------- |
| Szerb               | 108           | 20            |
| Bosnyák             | 0             | 0             |
| Horvát              | 0             | 0             |
| Jugoszláv           | 0             | 2             |
| Egyéb               | 0             | 0             |
| Összesen            | 108           | 22            |

## Története
A 3. században itt, a Salona - Servitium (Bosanska Gradiška) út (melyet később Turmanski putnak neveztek) mentén volt egy Sarnade nevű római város. Sarnada létezése összefügg az 530-as szalonikai zsinat határozatával is, melyet a város plébánosa, azaz a sarnadai plébánia főpapja is aláírt. A plébánia ekkor a sziszeki egyházmegyéhez tartozott. A középkorban szász bányászok dolgoztak itt, amit az itt talált salakmaradványok és fémdarabok tanúsítanak.
A település Pecka nevéről számos legenda kering. Az egyik változat szerint valamikor itt téglát égettek, innen a Pecka név. Egy másik magyarázat szerint a szerbiai hasonló nevű faluból érkeztek ide telepesek, végül a legvalószínűbb magyarázat az, hogy a falu nevéhez Szent Petka kultuszának tisztelete fűződik. Úgy tartják, hogy a mai templom egy középkori templom alapjaira épült, mert az 1517-ből származó török defter szerint Peckán volt egy kolostor, ahol szerzetesekről emlékeznek meg. A török feljegyzések szerint a 16. század közepén, a kolostor élén egy Max nevű szerzetes és egy Jovan nevű pap állt. A helyi folklórban és a költészetben is megtalálható a peckai középkori ortodox templom emléke.
Peckát a török okiratok még Kozara néven említik. Az 1879-es osztrák-magyar népszámlálás szerint Pecka községnek összesen csaknem kétezer lakosa volt, külön Dolnja Pecka településnek pedig 53 háza és 374 ortodox lakosa volt. A Trbovo dol alatt található a Szana folyó három forrása. A hely természet adta védelem alatt állt, mert nincsenek bekötőutak, és a terep kialakítása olyan, hogy hosszú ideig nem történt urbanizáció. 1910-ben a településnek 67 háza és 441 ortodox szerb lakosa volt. 1921-ben az akkor egységes Peckában 424 házat és 2476 lakost számláltak. Az első általános iskola a múlt század harmincas éveiben nyílt meg egy magánházban.
A mini erőmű építése 2014 elején kezdődött meg. A folyó tisztaságának megőrzése érdekében Donji Vrbljaniban megalakult a Szana Védelméért Koalíció, amely 23 civil szervezetből áll Ribnik önkormányzata vezetésével, amelyen keresztül a későbbiekben átfolyik a Sana. Az említett Összefogás érvelése az, hogy a Mednai Erőmű Szana folyón való megépülése által végül realizálódó haszon közel sem éri el az okozott környezeti károkat.

## Nevezetességei
- Szent Illés próféta tiszteletére szentelt 1858-ból származó templomát 2006-ban restaurálták. A templom egy 15. századi monostor helyére épült. A peckai Illés próféta templom egyhajós épület, ötszögű apszissal. A jelenlegi templomot Bodo Simić, a Bugojnótól nem messze fekvő Čipuljići falu kereskedője építtette. A templomkapu felett egy felirat olvasható, hogy a templom 1858-ban, a harangtorony pedig később épült. A templom falain nagyszámú, faragott rozettával és geometrikus díszítéssel díszített ablak látható. A templombelső a hajó és az oltár részében íves végű oszlopokkal, a padlózat kőlapokkal van megerősítve.[5]
- Római település maradványai a Kruševljaka-patak bal partján emelkedő magaslaton, nagy területen szétszórt téglatöredékekkel.  A lelőhelyen egy Jupiternek szentelt oltárt, kőből készített urnákat és feliratos sírköveket találtak.[9]
- A peckai Velika Čelinka lelőhelyen 1952-ben véletlenül egy kora középkori fecskefark típusú nyílvesszőre bukkantak.[9]

## Fordítás
- Ez a szócikk részben vagy egészben  a   Donja Pecka című bosnyák Wikipédia-szócikk ezen változatának fordításán alapul.  Az eredeti cikk szerkesztőit annak laptörténete sorolja fel. Ez a jelzés csupán a megfogalmazás eredetét és a szerzői jogokat jelzi, nem szolgál a cikkben szereplő információk forrásmegjelöléseként.
- Ez a szócikk részben vagy egészben  a   Crkva Svetog proroka Ilije u Donjoj Peckoj című szerb Wikipédia-szócikk ezen változatának fordításán alapul.  Az eredeti cikk szerkesztőit annak laptörténete sorolja fel. Ez a jelzés csupán a megfogalmazás eredetét és a szerzői jogokat jelzi, nem szolgál a cikkben szereplő információk forrásmegjelöléseként.